# Puchar Kontynentalny mężczyzn w kombinacji norweskiej 2017/2018
Sezon 2017/2018 Pucharu Kontynentalnego mężczyzn w kombinacji norweskiej rozpoczął się 15 grudnia 2017 w amerykańskim Steamboat Springs, zaś ostatnie zawody z tego cyklu zostały rozegrane 11 marca 2018 w rosyjskim Niżnym Tagile. Zawody były rozgrywane w USA, Niemczech, Estonii, Finlandii, Norwegii, Austrii, Słowenii i Rosji. 
Tytułu najlepszego zawodnika bronił Austriak Martin Fritz, zaś jego reprezentacja broniła tytułu Pucharu Narodów wywalczonego w poprzednim sezonie. W tym sezonie natomiast najlepszy okazał się również Austriak, ale tym razem był to Thomas Jöbstl, natomiast w Pucharze Narodów nic się nie zmieniło, ponieważ znowu wygrali Austriacy.

## Kalendarz i wyniki
| Lp. | Data             | Miejscowość       | Konkurencja              | 1. miejsce            | 2. miejsce                 | 3. miejsce                 |
| --- | ---------------- | ----------------- | ------------------------ | --------------------- | -------------------------- | -------------------------- |
| 1.  | 15 grudnia 2017  | Steamboat Springs | Gundersen HS75/10 km     | Mikko Kokslien        | Truls Sønstehagen Johansen | Hugo Buffard               |
| 2.  | 16 grudnia 2017  | Steamboat Springs | Gundersen HS75/10 km     | Mikko Kokslien        | Hugo Buffard               | Truls Sønstehagen Johansen |
| 3.  | 17 grudnia 2017  | Steamboat Springs | Gundersen HS75/10 km     | Mikko Kokslien        | Truls Sønstehagen Johansen | Hugo Buffard               |
| 4.  | 5 stycznia 2018  | Klingenthal       | Gundersen HS140/5 km     | Antoine Gérard        | Sindre Ure Søtvik          | Maxime Laheurte            |
| 5.  | 6 stycznia 2018  | Klingenthal       | Gundersen HS140/10 km    | Franz-Josef Rehrl     | Maxime Laheurte            | Paweł Słowiok              |
| 6.  | 7 stycznia 2018  | Klingenthal       | Gundersen HS140/10 km    | François Braud        | Antoine Gérard             | Paweł Słowiok              |
| 7.  | 12 stycznia 2018 | Ruka              | Gundersen HS142/10 km    | Bernhard Flaschberger | Hidefumi Denda             | Thomas Jöbstl              |
| 8.  | 13 stycznia 2018 | Ruka              | Start masowy HS142/10 km | Sindre Ure Søtvik     | Martin Fritz               | Luis Lehnert               |
| 10. | 14 stycznia 2018 | Ruka              | Gundersen HS142/10 km    | Thomas Jöbstl         | Martin Fritz               | Harald Johnas Riiber       |
| 9.  | 20 stycznia 2018 | Rena              | Gundersen HS111/10 km    | Thomas Jöbstl         | Bernhard Flaschberger      | Jens Lurås Oftebro         |
| 11. | 21 stycznia 2018 | Rena              | Gundersen HS111/10 km    | Dominik Terzer        | Martin Fritz               | Taylor Fletcher            |
| 12. | 3 lutego 2018    | Planica           | Gundersen HS139/10 km    | Bryan Fletcher        | Taylor Fletcher            | Martin Fritz               |
| 13. | 4 lutego 2018    | Planica           | Gundersen HS139/10 km    | Bryan Fletcher        | Martin Fritz               | Taylor Fletcher            |
| 14. | 10 lutego 2018   | Eisenerz          | Gundersen HS109/10 km    | Mika Vermeulen        | Mikko Kokslien             | Espen Bjørnstad            |
| 15. | 11 lutego 2018   | Eisenerz          | Gundersen HS109/10 km    | Mikko Kokslien        | Paul Gerstgraser           | Mika Vermeulen             |
| 16. | 9 marca 2018     | Niżny Tagił       | Gundersen HS100/10 km    | Lukas Runggaldier     | Aguri Shimizu              | Terence Weber              |
| 17. | 10 marca 2018    | Niżny Tagił       | Start masowy HS100/10 km | Bernhard Flaschberger | Ernest Yahin               | Paul Gerstgraser           |
| 18. | 11 marca 2018    | Niżny Tagił       | Gundersen HS100/15 km    | Laurent Muhlethaler   | Tobias Simon               | Lukas Runggaldier          |

## Wyniki reprezentantów Polski
| Zawodnik | Steamboat Springs 15.12 | Steamboat Springs 16.12 | Steamboat Springs 17.12 | Klingenthal 05.01 | Klingenthal 06.01 | Klingenthal 07.01 | Ruka 12.01 | Ruka 13.01 | Ruka 14.01 | Rena 20.01 | Rena 21.01 | Planica 03.02 | Planica 04.02 | Eisenerz 10.02 | Eisenerz 11.02 | Niżny Tagił 09.03 | Niżny Tagił 10.03 | Niżny Tagił 11.03 |
| Adam Cieślar | –                       | –                       | –                       | 41                | 12                | dns               | –          | –          | –          | –          | –          | –             | –             | –              | –              | –                 | –                 | –                 |
| Piotr Kudzia | 43                      | 41                      | 42                      | –                 | –                 | –                 | –          | –          | –          | –          | –          | –             | –             | –              | –              | –                 | –                 | –                 |
| Szczepan Kupczak | –                       | –                       | –                       | dns               | dns               | dns               | –          | –          | –          | –          | –          | –             | –             | –              | –              | –                 | –                 | –                 |
| Wojciech Marusarz | 11                      | 12                      | 14                      | –                 | –                 | –                 | –          | –          | –          | –          | –          | –             | –             | –              | –              | –                 | –                 | –                 |
| Paweł Słowiok | –                       | –                       | –                       | 26                | 3                 | 3                 | –          | –          | –          | –          | –          | –             | –             | –              | –              | –                 | –                 | –                 |
| Paweł Twardosz | 38                      | 36                      | 36                      | –                 | –                 | –                 | –          | –          | –          | –          | –          | –             | –             | –              | –              | –                 | –                 | –                 |
| 1-3 4-30 poniżej 30 dnf – Zawodnik nie ukończył biegu. dns – Zawodnik nie pojawił się na starcie biegu. DNS – Zawodnik nie wystąpił w konkursie głównym.. dsq – Zawodnik został zdyskwalifikowany w konkursie głównym. |                         |                         |                         |                   |                   |                   |            |            |            |            |            |               |               |                |                |                   |                   |                   |
| 1 Zawodnik został zdyskwalifikowany po skoku/przed skokiem za nieodpowiedni z regulaminem kombinezon.. |                         |                         |                         |                   |                   |                   |            |            |            |            |            |               |               |                |                |                   |                   |                   |

## Klasyfikacja generalna
| M.  | Zawodnik              | Punkty |
| --- | --------------------- | ------ |
| 1.  | Thomas Jöbstl         | 577    |
| 2.  | Martin Fritz          | 520    |
| 3.  | Sindre Ure Søtvik     | 516    |
| 4.  | Mikko Kokslien        | 480    |
| 5.  | Tobias Simon          | 479    |
| 6.  | Bernhard Flaschberger | 467    |
| 7.  | Harald Johnas Riiber  | 447    |
| 8.  | Hugo Buffard          | 427    |
| 9.  | Lukas Runggaldier     | 381    |
| 10. | Paul Gerstgraser      | 373    |
| ... |                       |        |
| 35. | Paweł Słowiok         | 125    |
| 55. | Wojciech Marusarz     | 64     |
| 82. | Adam Cieślar          | 22     |

## Puchar Narodów
| Lp. | Państwo           | Punkty |
| --- | ----------------- | ------ |
| 1.  | Austria           | 3038   |
| 2.  | Norwegia          | 2754   |
| 3.  | Niemcy            | 1751   |
| 4.  | Francja           | 1224   |
| 5.  | Japonia           | 1188   |
| 6.  | Stany Zjednoczone | 1010   |
| 7.  | Włochy            | 634    |
| 8.  | Rosja             | 365    |
| 9.  | Czechy            | 216    |
| 10. | Polska            | 211    |
| 11. | Słowenia          | 189    |
| 12. | Estonia           | 173    |
| 13. | Finlandia         | 149    |
| 14. | Ukraina           | 22     |
| 15. | Kanada            | 3      |